# Марья (река)
Марья — река в России, протекает по Муезерскому району Карелии.

## Общие сведения
Протекает через озеро Марья. Впадает в озеро Сула — исток Лендерки. Длина реки составляет 15 км, площадь водосборного бассейна — 19,7 км².

## Данные водного реестра
По данным государственного водного реестра России относится к Балтийскому бассейновому округу, водохозяйственный участок реки — Реки Карелии бассейна Балтийского моря на границе РФ с Финляндией, включая оз. Лексозеро. Относится к речному бассейну реки Реки Карелии бассейна Балтийского моря.
Код объекта в государственном водном реестре — 01050000112102000009871.

## Фотография

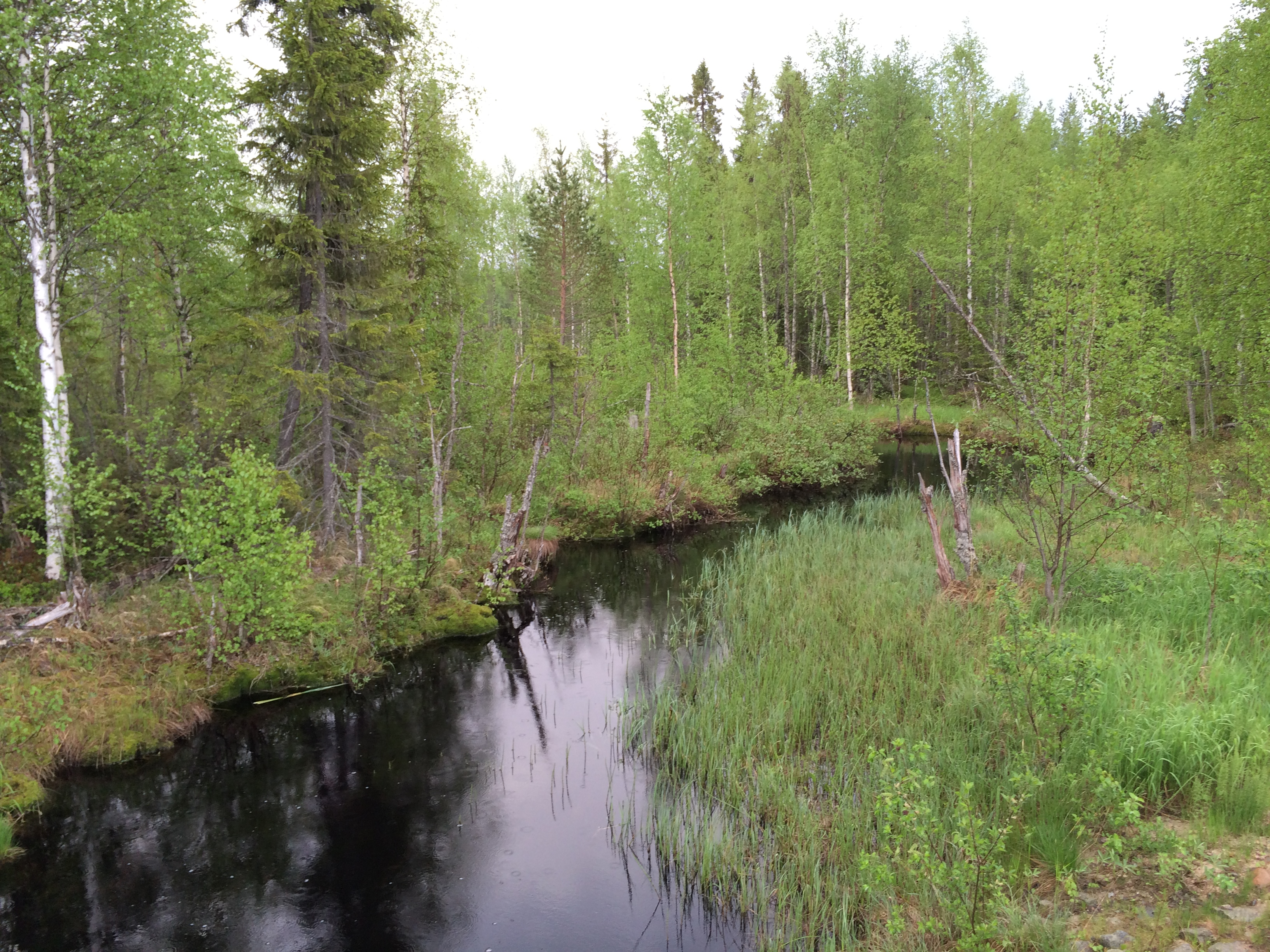
Вид по течению